# 巨蛇座ρ
巨蛇座ρ，又名BD+21 2829，HD 141992、SAO 84037、HR 5899，是巨蛇座的一颗恒星，视星等为4.76，位于銀經34.44，銀緯48.7，其B1900.0坐标为赤經15h 46m 52.3s，赤緯+21° 48.7′ 42″。